# Dayana Krays
Dayana Krays es una periodista venezolana que ha trabajado como corresponsal para el medio ecuatoriano La Data, galardonada en 2019 con un Premio Emmy.

## Carrera
Dayana ha trabajado como corresponsal del medio ecuatoriano La Data y ha colaborado con el portal venezolano Caraota Digital.Anteriormente trabajó como productora ejecutiva en los portales Impacto Venezuela y Testigo Directo. En 2019 fue galardonada con un Premio Emmy por su trabajo periodístico.
El 3 de agosto de 2024, días después de las elecciones presidenciales de Venezuela, fue arrestada por funcionarios de seguridad mientras regresaba a su residencia tras cubrir una concentración en Caracas convocada por la lideresa opositora María Corina Machado.Krays fue detenida bajo la acusación de «incitación al odio», pero fue liberada horas después.Las autoridades le advirtieron «no trabajar más con la oposición».Hablando sobre su detención, Dayana expresó:  «No puedo ni decir qué me pasó, estoy rodeada de personas con las que no puedo hablar libremente».
La Asociación de Periodistas Venezolanos en Ecuador (APEVE) rechazó enérgicamente la detención de Dayana.Reporteros Sin Fronteras reportó que el arresto de Dayana formaba parte de un patrón de hostilidad contra la prensa extranjera en el país.